# Paralelos desconocidos
Paralelos desconocidos (en francés: Parallèles; estilizado como Para//èles) es una serie de televisión francesa de ciencia ficción sobre cuatro amigos adolescentes que se ven afectados por un experimento de física que fractura el espacio-tiempo y envía sus vidas en direcciones divergentes. Fue producida por Daïmôn Films y Empreinte Digitale para Walt Disney Company. La serie se estrenó en Disney+ el 23 de marzo de 2022 en España, Francia, Estados Unidos y otros países.

## Trama
Cuatro amigos de toda la vida que se preparan para comenzar la escuela secundaria (Bilal, Romane y los hermanos Sam y Victor) descubren que su realidad se ve interrumpida cuando la prueba de un colisionador de partículas experimental los envía a mundos paralelos: Romane y Victor en uno donde Bilal y Sam están inexplicablemente desaparecidos, y Sam y Bilal (ahora 15 años mayor) en otro sin Romane y Victor. Sam inicialmente no cree que este adulto sea realmente Bilal. Bilal se acerca a su madre que tampoco lo reconoce ni le cree. Más tarde puede convencer a Sam de su identidad. El teniente de policía Retz comienza una investigación en la que poco a poco reúne algunas de las pistas desconcertantes.
Mientras tanto, en la otra realidad, los padres de Victor asumen que él es de alguna manera responsable de la desaparición de Sam y lo envían a un internado. Se vuelve cada vez más resentido con ellos durante los años siguientes y comienza a manifestar la capacidad de envejecer rápida y destructivamente las cosas cercanas a él. Romane termina la escuela sin sus amigos. Está devastada cuando su madre muere y el novio de Vanessa, Hervé, a quien Romane culpa por ello, le dice que se llevará a su hija, su media hermana Camille, y se irá. Victor y Romane usan una repetición del experimento para viajar cuatro años atrás, al período de tiempo del evento original.
Victor y Romane solicitan la ayuda de la madre de Bilal, Sofia, que trabaja en el centro de investigación. Ella contacta a Sam, quien luego la conecta con Bilal adulto, y los amigos desplazados en el tiempo se reúnen. Romane contacta a Camille, y en un enfrentamiento con Hervé descubre que puede congelar el tiempo. Victor usa su poder para convertir a Hervé en un anciano, demostrando la amenaza que representa. Sofía realiza una prueba fallida para realizar una versión alterada del incidente original, pero en el proceso recibe un mensaje de una futura Sofía que explica que el mayor Bilal ha viajado en el tiempo para que funcione y necesita que le estimulen la memoria para recordar cómo hacerlo.
El teniente Retz los confronta con lo que sabe y es persuadido para ayudarlos. Sin embargo, el resentimiento de Víctor hacia sus padres se convierte en psicosis, y eventualmente amenaza no solo su esfuerzo por devolver las cosas a la normalidad, sino también sus propias vidas con su poder. Romane usa su poder para detener el tiempo para superar sus defensas y persuadirlo de que todos lo aman. Regresan a la escena del incidente original justo a tiempo para usar una última carrera del colisionador experimental para volver a quién y cuándo ocurrió el accidente original.

## Episodios
| N.º | Título                  | Fecha de emisión original |
| --- | ----------------------- | ------------------------- |
| 1 | «Le monde dans ta face» | 23 de marzo de 2022       |
| Se acerca el cumpleaños de Bilal y quiere celebrarlo con sus mejores amigos Sam, Romane y Victor. Los cuatro adolescentes se encuentran esa noche en su "cuartel general", un búnker en medio del bosque. Todo el mundo está en un estado de ánimo de celebración hasta que un extraño corte de energía sume la habitación en completa oscuridad durante unos segundos. Cuando las luces vuelven a encenderse, ¡Bilal, Victor y Romane han desaparecido! Sam inmediatamente hace sonar la alarma. El teniente Retz se hace cargo del caso. Pero la investigación resulta ser mucho más compleja de lo esperado: ¿Cómo lograron los adolescentes salir del búnker cuando permanecía cerrado por dentro? |                         |                           |
| 2 | «Contre toute attente»  | 23 de marzo de 2022       |
| Victor y Romane, mientras tanto, se encuentran en otra realidad. En su nuevo mundo, donde ahora viven, Samuel y Bilal son los que han desaparecido. Víctor está teniendo dificultades con sus padres. Parece que lo hacen responsable de la desaparición de Sam. Mientras tanto, aumenta la tensión entre Romane y su padrastro Hervé. Además, en la realidad de Sam, el teniente Retz interroga a la madre de Bilal, Sofia. Ella insiste en que su hijo no se habría escapado bajo ninguna circunstancia. Luego se entera de que el apagón que afectó a todo el valle fue causado por un "incidente" en la cercana organización de investigación científica ERN. |                         |                           |
| 3 | «Le temps perdu»        | 23 de marzo de 2022       |
| En la realidad de Sam: el Bilal adulto tiene destellos de recuerdos sobre la realidad de la que realmente vino, pero aún son demasiado confusos para tener sentido. Mientras intentan descubrir cómo y por qué desaparecieron Romane y Victor, Sam y Bilal recuerdan el caso de un niño llamado Hugo que también "desapareció en el aire" diez años antes. El teniente Retz logra un gran avance en su investigación. ¡Pero su descubrimiento es completamente ilógico! Mientras tanto, han pasado cuatro años en la realidad de Romane y Victor. Ambos se sienten más solos que nunca. Víctor tiene problemas para adaptarse a su internado suizo y una tragedia está sacudiendo la vida familiar de Romane. Mientras un nuevo experimento del ERN se vislumbra en el horizonte, Victor tiene una idea y elabora un plan que podría permitirles encontrar a Sam y Bilal. Ahora debe persuadir a Romane para que lo ayude y lo acompañe.                                          |                         |                           |
| 4 | «Innocence révolue»     | 23 de marzo de 2022       |
| En la realidad de Sam: desorientados, Romane y Victor comienzan a explorar el mundo al que acaban de llegar. Observan en secreto a sus respectivas familias, pero reaccionan de manera diferente a lo que ven. Víctor está extremadamente amargado con sus padres, mientras que Romane se siente abrumado por la tristeza y decide tratar de consolar a su madre y advertirle sobre el futuro. Desafortunadamente, este acto trae consecuencias imprevistas y complica las cosas significativamente. Cuando Romane y Victor se dan cuenta de que necesitan ayuda, buscan a la única persona en la que pueden confiar: Sofía. Pero no son los únicos que quieren llegar a Sofía. El teniente Retz también se está acercando peligrosamente a la verdad, pero todavía no puede armar completamente el rompecabezas. Sin embargo, lo que sí sabe es que Sofía podría ser la pieza que faltaba en el rompecabezas.                                                                    |                         |                           |
| 5 | «Un plan simple»        | 23 de marzo de 2022       |
| Tras el incidente del día anterior, los amigos se pelean. Víctor no siente el apoyo de sus amigos, se distancia de ellos y se convierte en un peligroso solitario. Cuando Romane comparte su secreto con el adulto Bilal, este último a su vez revela lo que sabe sobre su realidad. Samuel se siente marginado y hace todo lo posible por encajar en el círculo de amigos. A medida que los amigos se alejan cada vez más, Sofía no tiene más remedio que explorar el misterio de los viajes interdimensionales más profundamente. Sofia se da cuenta de que ella tiene la clave para devolver todo a su estado original, por lo que realiza un nuevo experimento en el búnker, tratando de descubrir cómo provocar el viaje en el tiempo. Pero su experimento resulta ser un terrible fracaso. Afortunadamente, la ayuda de un lado inesperado le da esperanza. Ahora el único obstáculo posible es el teniente Retz. Porque este último está a punto de armar el rompecabezas. |                         |                           |
| 6 | «H-4»                   | 23 de marzo de 2022       |
| Solo quedan unas pocas horas antes de que la ERN realice su prueba final durante cuatro años. El teniente Retz y Sofia, con la ayuda de la información de la Sofia mayor de la realidad de Bilal, han desarrollado un plan. Sin embargo, Sofía primero debe poner al día la memoria del adulto Bilal. Él es la única persona con el conocimiento que necesita para que el viaje interdimensional sea un éxito. Retz ha colocado a Samuel en un lugar seguro mientras busca a Víctor. Pero este último tiene su propio plan, y un lapsus de lengua de Romane le da lo que necesita para que funcione. Cuando Bilal descubre lo desesperada que es la situación, se da cuenta de que la historia puede repetirse a pesar de sus esfuerzos por evitarlo. |                         |                           |

## Reparto y personajes
- Thomas Chomel como Samuel "Sam" Deslandes, el hermano mayor más responsable de Victor. Ha decidido que quiere una relación con Romane.
- Jules Houplain como Victor Deslandes (17 años)
- Maxime Bergeron como Victor Deslandes (13 años): el travieso hermano menor de Sam. Se saltó un grado para estar en la misma clase que los demás.
- Omar Mebrouk como Bilal Belkebirs (30 años)
- Timoté Rigault como Bilal Belkebirs (14 años) - Está enamorado en secreto de Romane.
- Jade Pedri como Romane Berthauds (casi 18 años)
- Victoria Eber como Romane Berthauds (14 años): protege a su madre y a su pequeña media hermana Camille.
- Naidra Ayadi como Sofia Belkebirs, la madre viuda de Bilal. Ella es una científica en el centro de investigación relacionado con el incidente.
- Guillaume Labbé como el teniente Retz: un oficial de policía que investiga las desapariciones.
- Gil Alma como Arnaud Deslandes, el padre de Sam y Victor.
- Elise Diamant como Alice Deslandes, la madre de Sam y Victor.
- Dimitri Storoge como Hervé Berthaud: padre de la joven media hermana de Romane, Camille. Él y Vanessa se divorciaron años antes, pero él quiere reconciliarse.
- Agnès Miguras como Vanessa Berthaud, la madre de Romane y Camille. Ella tiene una condición cardíaca grave.